# Саламандра джорджтаунська
Саламандра джорджтаунська (Eurycea naufragia) — вид хвостатих земноводних родини безлегеневих саламандр (Plethodontidae).

## Поширення
Ці саламандри описані з близька десятка поверхневих джерел та печер в околицях міста Джорджтаун, штат Техас, США.

## Опис
Саламандри джорджтаунські — маленькі, постійноводні саламандри. Дорослі, як правило, сягають від 5,0 до 7,5 см завдовжки і менше 0,5 см в діаметрі. Хоча їх забарвлення мінливе, більшість дорослих темно-коричневого, темно-маслинового або сірого забарвлення. Личинки, як правило, темнішого кольору. Багато особин має жовту смугу на верхній частині черева.
Голова має широку, лопатоподібну форму. Помітні три зовнішні зябра, часто яскравого червоного забарвлення, що знаходяться по боках голови. Очі відносно великі, золотистого забарвлення. Чорні меланофори утворюють чорне коло навколо очей і чорну лінію, яка йде від кута ока до носового отвору.

## Спосіб життя
Цей вид можна знайти в джерелах і, можливо, в одній печері, що пов'язана дренажною системою з річкою Сан-Габріель. Це суто водний вид і на суші невідомий. Про розмноження нічого не відомо.

## Збереження
Цей вид знаходиться під загрозою зникнення тому що популяція цього виду скорочується. Популяції в межах міста Джорджтаун, ймовірно, знаходяться на межі вимирання (Чіппіндейл співавт. 2000). Розвиток кар'єрів, що відбуваються поблизу деяких популяцій саламандр, у даний час не є серйозною загрозою для проживання саламандр.